# Воробьёвское (Костанайская область)
Воробьёвское (каз. Воробьевское) — село в Алтынсаринском районе Костанайской области Казахстана. Входит в состав Димитровского сельского округа. Находится примерно в 40 км к северо-северо-востоку (NNE) от села Убаганское, административного центра района, на высоте 184 метров над уровнем моря. Код КАТО — 393237200.

## Население
В 1999 году численность населения села составляла 332 человек (185 мужчин и 147 женщин). По данным переписи 2009 года, в селе проживало 314 человек (172 мужчины и 142 женщины).